# Theta Ophiuchi
Theta Ophiuchi (θ Oph / 42 Ophiuchi / HD 157056) es una estrella en la constelación de Ofiuco. De magnitud aparente +3,25, está situada a 563 años luz del sistema solar.
Junto a ξ Ophiuchi en Sogdiana era conocida como Wajrik, el mago. Estas dos estrellas y η Ophiuchi recibían los nombres coptos de Tshiō, la serpiente, y Aggia, el mago.
Theta Ophiuchi es una caliente subgigante azul de tipo espectral B2 IV cuya temperatura superficial alcanza los 22.500 K.
Considerando una importante cantidad de energía emitida como luz ultravioleta, su luminosidad es 11.500 veces mayor que la luminosidad solar.
Su radio es 7,3 veces más grande que el del Sol y rota con una velocidad proyectada de 31 km/s —si bien el valor real puede ser significativamente mayor—, implicando un período de rotación igual o inferior a 11 días.
Como subgigante que es, está terminando la fusión de su hidrógeno interno, y en un futuro evolucionará hacia una gigante roja de tamaño considerablemente mayor.
Su masa, entre 9 y 10 masas solares, la sitúa en el límite entre las estrellas que concluyen sus días como enanas blancas masivas y aquellas que acaban estallando.
Theta Ophiuchi es una estrella variable Beta Cephei, siendo Murzim (β Canis Majoris ) y Hadar (β Centauri) dos ejemplos notables dentro de este grupo. El brillo de Theta Ophiuchi oscila 0,04 magnitudes en un corto período de 3,37 horas.
Asimismo, Theta Ophiuchi es una binaria espectroscópica con un período orbital de 11,44 días. La estrella acompañante está separada ~0,25 UA de la estrella principal.
Puede haber una o dos estrellas más asociadas al sistema.